# Zygocera
Zygocera es un género de escarabajos longicornios de la tribu Zygocerini. Fue descrito por Pierre François Marie Auguste Dejean en 1835.

## Especies
- Zygocera albostictica (Breuning, 1939)
- Zygocera apicespinosa (Breuning, 1939)
- Zygocera bivittata (Breuning, 1939)
- Zygocera bivittipennis (Breuning, 1968)
- Zygocera freyi (Breuning, 1956)
- Zygocera metallica Westwood, 1863
- Zygocera pentheoides Pascoe, 1859
- Zygocera pruinosa (Boisduval, 1835)